# Parascatopse litorea
Parascatopse litorea är en tvåvingeart som först beskrevs av Edwards 1925.  Parascatopse litorea ingår i släktet Parascatopse och familjen dyngmyggor. Inga underarter finns listade i Catalogue of Life.